# Cabo Sarmiento
El cabo Sarmiento (en inglés: Cape Orford) es un cabo ubicado en el extremo sudoeste de la isla Gran Malvina que marca el punto más occidental de la dicha isla, en las islas Malvinas. Se localiza al sur de la isla Foca. En la toponimia argentina lleva el nombre de Domingo Faustino Sarmiento, un político, escritor, docente, periodista, militar y estadista argentino quién también fuera presidente de la Nación Argentina entre 1868 y 1874.